# Bebearia albofasciata
Bebearia albofasciata är en fjärilsart som beskrevs av Frans G.Overlaet 1955. Bebearia albofasciata ingår i släktet Bebearia och familjen praktfjärilar. Inga underarter finns listade i Catalogue of Life.